# Hecatera canariensis
Hecatera canariensis là một loài bướm đêm trong họ Noctuidae.